# Università Inje
L'Università Inje (인제 대학교) è un'università privata fondata nel 1932, situata a Gimhae, nella Corea del Sud.

## Storia
Nel 1932 ha iniziato l'attività come clinica chirurgica, "Paik Clinic", del dottor In-Je Paik, il quale nel 1946 ha donato tutti i suoi beni e ha fondato il Paik Hospital, la prima organizzazione civile senza scopo di lucro in Corea.
Nel 1979 è stato inaugurato l'Inje Medical College e nel 1989 l'Inje College è stato promosso ad Università di Inje, con Nakwhan Paik come primo presidente.

## Presidenti
- Nakhwan Paik (1989-2000)
- Yungu Lee (2000-2004)
- Changgu Seong (2004-2007)
- Gyeongho Lee (2007-2010)
- Wonro Lee (2010-2014)
- Injun Cha (dal 2014)